# Beguinenturm
Der Beguinenturm (auch Beginenturm genannt) war ein Wehrturm der etwa 1300 bis 1350 errichteten äußeren Stadtmauer der Stadt Aachen. Er ist nicht mehr erhalten.

## Lage
Im äußeren Mauerring stand der Beguinenturm im Westnordwesten zwischen Königstor und Ponttor etwa 75 m nordöstlich des Burtscheider Turms zwischen Turmstraße und Junkerstraße. Zwischen dem Beguinenturm und dem Königstor standen der Burtscheider Turm und der Lange Turm, zwischen dem Beguinenturm und dem Ponttor der Gregoriusturm, der Bongartsturm und der Krückenturm.

## Geschichte
Das Baudatum des Beguinenturms ist nicht bekannt, wird aber wie beim Langen Turm früh im 14. Jahrhundert anzusetzen sein, da dieser Mauerabschnitt im Nordwesten der Stadt wegen des für einen Angriff auf die Stadt günstigen Geländes als einer der ersten Abschnitte des zweiten Mauerrings erbaut wurde.
Während der französischen Besetzung Aachens wurde der Turm im Zug der Schleifung der Aachener Stadtbefestigung im ersten Viertel des 19. Jahrhunderts abgerissen.

## Beschreibung
Der Beguinenturm war ein halbrunder Schanzturm mit gerade verlängerten Schenkeln. Er hatte eine Breite von 11,10 m und eine Tiefe von 7,60 m.
Der Turm war zweigeschossig. Beide Geschosse waren mit einem Halbkuppelgewölbe überwölbt, das über den verlängerten Schenkeln in ein Tonnengewölbe überging. Das Erdgeschoss hatte Schießscharten für Bogen- und Armbrustschützen, das Obergeschoss dagegen breitere Schießluken, die durch Holzklappen verschlossen werden konnten, für den Einsatz von Geschützen wie z. B. Ballisten.
Das Dach bestand aus einem halben Kegeldach und ging dann in ein Satteldach über.